# Margaret Sharp, Baroness Sharp of Guildford

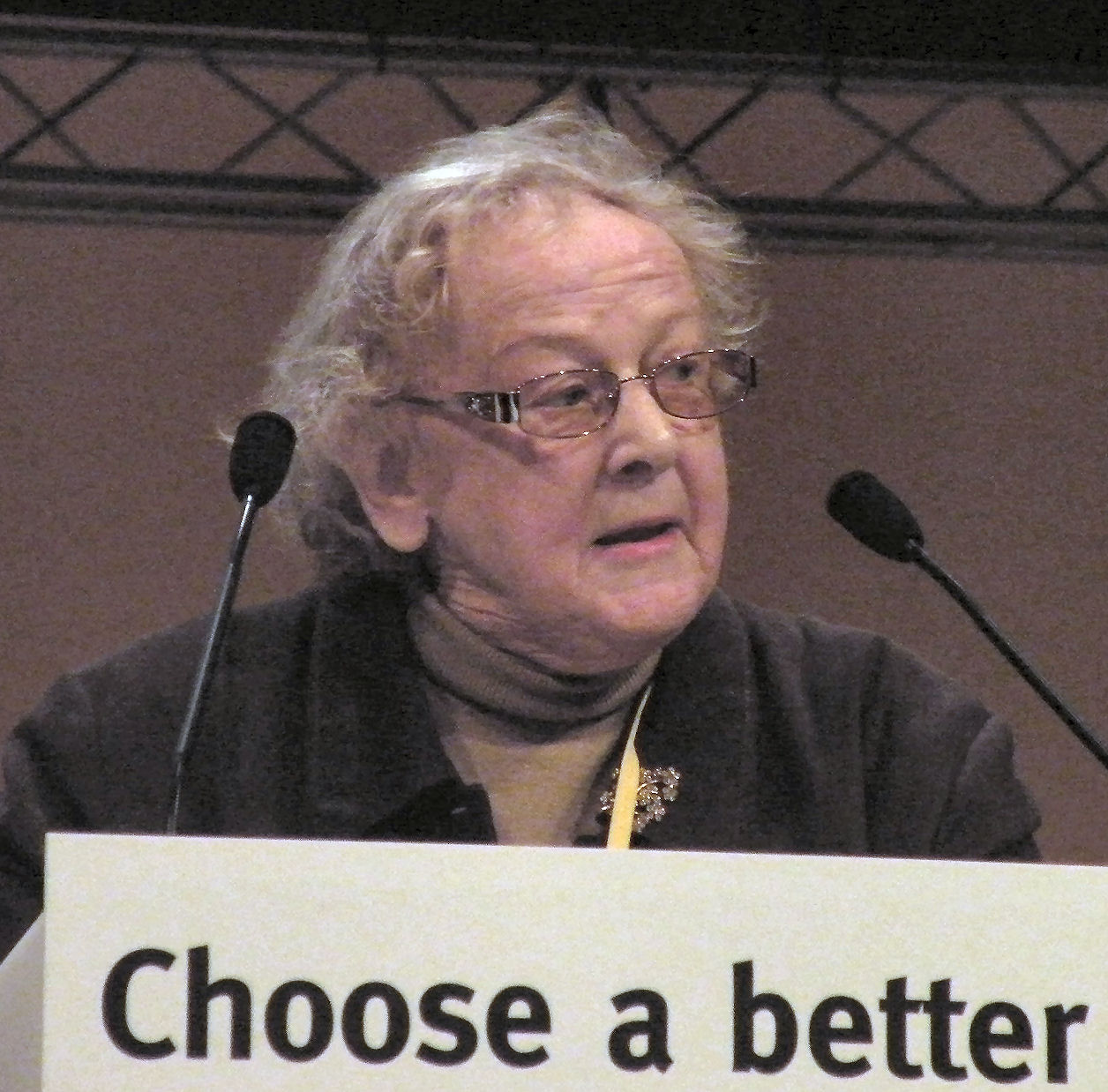
Margaret Sharp, Baroness Sharp of Guildford (2009)

Margaret Lucy Sharp, Baroness Sharp of Guildford (* 21. November 1938) ist eine britische Wirtschaftswissenschaftlerin und Politikerin, die seit 1998 als Life Peeress Mitglied des House of Lords ist.

## Leben

### Berufliche Laufbahn und erfolglose Unterhauskandidaturen
Nach dem Schulbesuch absolvierte Margaret Sharp ein Studium der Wirtschaftswissenschaften und war nach Beendigung des Studiums zunächst zwischen 1960 und 1963 Assistentin des Prinzipals des Handelsministerium (Board of Trade) sowie des Schatzamtes (Treasury), ehe sie danach von 1963 bis 1972 als Lecturer für Wirtschaftswissenschaften an der London School of Economics and Political Science (LSE) lehrte. Im Anschluss war sie in Teilzeit zwischen 1973 und 1976 als Gastwissenschaftler (Guest Fellow an der Brookings Institution in Washington, D.C.) tätig und arbeitete nach ihrer Rückkehr nach Großbritannien von 1977 bis 1981 als wirtschaftliche Beraterin im Büro für nationale Wirtschaftsentwicklung NEDO (National Economic Development Office). Im Anschluss war sie zwischen 1981 und 1984 erst Forschungswissenschaftlerin am Europäischen Forschungszentrum der University of Sussex sowie anschließend von 1984 bis 2000 Leitende Wissenschaftlerin an der Politikwissenschaftlichen Forschungseinheit der University of Sussex.
Zwischenzeitlich begann Margaret Sharp, die 1981 zu den Mitbegründern der Social Democratic Party (SDP) gehörte, ihre politische Laufbahn und kandidierte für die SDP bei den Unterhauswahlen am 9. Juni 1983 sowie am 11. Juni 1987 im Wahlkreis Guildford jeweils ohne Erfolg für ein Abgeordnetenmandat im House of Commons. 1988 gehörte sie dann zu den Mitgründern der aus der SDP und der Liberal Party hervorgegangenen Liberal Democrats und bewarb sich für diese im Wahlkreis Guildford bei den Unterhauswahlen am 9. April 1992 sowie am 1. Mai 1997 erneut erfolglos für einen Sitz im Unterhaus. Zwischen 1992 und 2004 war sie nicht nur Mitglied des Föderalen Politischen Komitees der Liberal Democrats, sondern sowohl 1995 bis 1996 als auch 1998 bis 1999 Vize-Vorsitzende dieses Gremiums.
Später engagierte sie sich in der Wissenschaftsorganisation Save British Science, aus der die Campaign for Science and Engineering hervorgegangen ist, und war zunächst von 1988 bis 1997 Mitglied des Exekutivkomitees und ist seit 1997 Mitglied von deren Beirat.

### Oberhausmitglied
Durch ein Letters Patent vom 1. August 1998 wurde Margaret Sharp als Life Peeress mit dem Titel Baroness Sharp of Guildford, of Guildford in the County of Surrey, in den Adelsstand erhoben. Kurz darauf erfolgte ihre Einführung als Mitglied des House of Lords. Im Oberhaus gehört sie zur Fraktion der Liberal Democrats.
Während ihrer Mitgliedschaft im Oberhaus war Baroness Sharp im Jahr 2000 kurzzeitig Sprecherin der liberal-demokratischen Fraktion für Hochschulbildung sowie anschließend von 2000 bis 2004 erst Sprecherin für Bildung und Beschäftigung, ehe sie von 2004 bis 2007 Sprecherin für weiterführende Bildung, Hochschulbildung und Fähigkeiten war. Des Weiteren engagiert sie sich seit 2005 als Mitglied des Verwaltungsrates der Grundschule der Gemeinde Weyfield sowie seit 2006 als Mitglied der Gesellschaft für das Guildford College für weiterführende und höhere Bildung. Nachdem sie von 2007 bis 2009 Sprecherin der Fraktion der Liberal Democrats für Innovation, Universitäten und Fähigkeiten war, fungierte sie danach noch von 2009 bis 2010 als Sprecherin ihrer Partei im Oberhaus für Wissenschaft und Technologie. Von 2011 bis 2012 war Baroness Sharp schließlich Vorsitzende der Kollegkommission des Nationalen Instituts für fortlaufende Erwachsenenbildung NIACE (National Institute of Adult Continuing Education).

## Veröffentlichungen
Neben ihrer wissenschaftlichen, beruflichen und politischen Laufbahn verfasste Margaret Sharp zahlreiche Aufsätze zu wissenschaftlichen und technologiepolitischen Themen in Fachzeitschriften sowie mehrere Sachbücher. Zu ihren bekanntesten Veröffentlichungen zählen:
- The State, the Enterprise and the Individual (1974)
- The New Biotechnology: European Governments in search of a strategy (1985)
- Europe and the New Technologies (Herausgeberin, 1985)
- Managing Change in British Industry (Mitautor Geoffrey Shepherd, 1986)
- Strategies for New Technologies (Mitherausgeber Peter Holmes, 1987)
- European Technological Collaboration (Mitautorin Claire Shearman, 1987)
- Technology and the Future of Europe (Mitherausgeberin, 1992)
- Technology Policy in the European Union (Mitautor John Peterson, 1998)